# Chinreisha

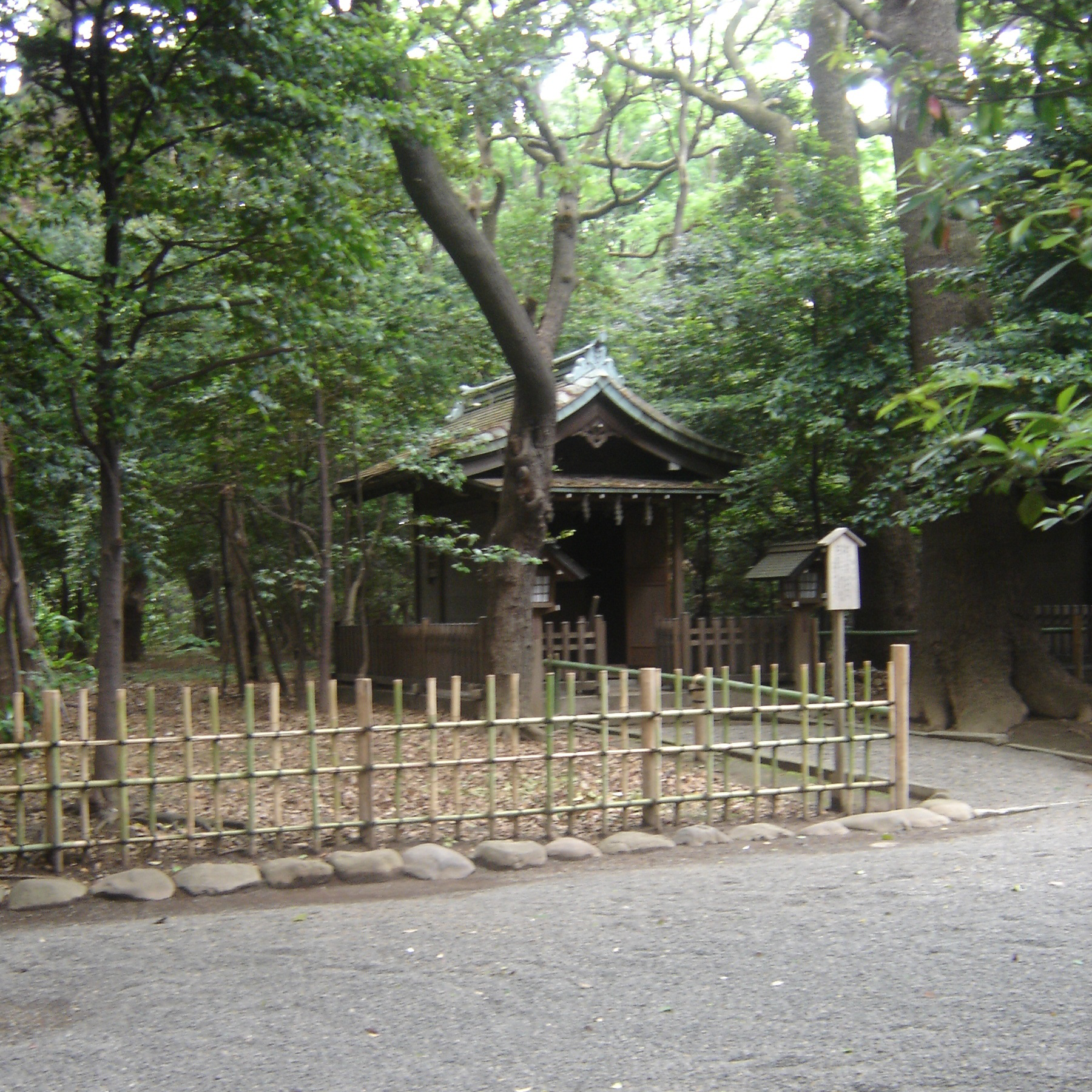
Sanctuaire Chinreisha au sanctuaire Yasukuni

Le Chinreisha (鎮霊社, littéralement « sanctuaire apaisant l'esprit ») est un petit sanctuaire shinto en bois situé juste au sud du honden (bâtiment principal) dans l'enceinte du Yasukuni-jinja. Il est construit en 1965, après une proposition par le prêtre principal du Yasukuni, Fujimaro Tsukuba et la tenue d'un matsuri (festival) annuel le 13 juillet. En 1975, une clôture d'acier est érigée autour du sanctuaire qui est fermé au public. Ceci intervient après un incident survenu dans le Hokkaidō un an plus tôt, où un temple est incendié et après que le prêtre en chef du Yasukuni a reçu des renseignements selon lesquels des inconnus ont l'intention de détruire le Chinreisha,. Il est rouverte aux fidèles le 12 octobre 2006.
Le sanctuaire est composé de deux za, ou sièges pour les kamis (esprits). Le premier est consacré à tous les guerriers japonais morts depuis 1853 qui ne sont pas vénérés dans le honden (sanctuaire principal) du Yasukunijinja. Ces kamis comprennent les Japonais morts en combattant l'Armée impériale japonaise lors d'événements nationaux tels que la guerre de Boshin. Le second za est dédié à tous les morts, indépendamment de leur nationalité. Les kamis vénérés au Chinreisha diffèrent de ceux vénérés dans le honden du Yasukuni-jinja en ce qu'ils comprennent des ennemis de l'empire du Japon ce qui n'est pas le cas du honden du sanctuaire Yasukuni.